# Палестино-северокорейские отношения
Палестино-северокорейские отношения — двусторонние отношения между Корейской Народно-Демократической Республикой и Государством Палестина. КНДР называет Израиль «приспешником империализма» и признаёт всю территорию Палестины независимой, кроме Голанских высот, которые рассматриваются КНДР, как и всем международным сообществом, как часть Сирии.

## История
Отношения между КНДР и Организацией освобождения Палестины были установлены ещё в 1966 году. У Ким Ир Сена и Ясира Арафата были близкие отношения, и КНДР оказывала помощь палестинцам. Помощь палестинцам в 1970-х годах включала снабжение оружием и военной техникой. КНДР помогала левым и революционным фракциям на Ближнем Востоке, таким как Народный фронт освобождения Палестины и Демократический фронт освобождения Палестины. Снабжение поддерживалось до реформ Горбачёва в СССР и Сяопина в Китае в 1980-х годах.
После распада Советского Союза участие КНДР в израильско-палестинском конфликте уменьшилось, и КНДР перешла от пропаганды революции к прагматизму. КНДР продолжает поддерживать палестинцев и осуждать действия Израиля. Во время войны в Газе КНДР строго осудила действия Израиля. Представитель Министерства иностранных дел осудил убийство безоружных гражданских лиц и назвал это преступлением против человечности, а также угрозой ближневосточному мирному процессу. Выступая на Генеральной Ассамблее ООН, постоянный представитель КНДР Син Сонхо заявил, что КНДР «полностью поддерживает борьбу палестинцев за изгнание израильских агрессоров с их территории и восстановление их права на самоопределение».
Министр иностранных дел КНДР заявил, что конфликт у берегов Газа 2010 года является «преступлением против человечности» под руководством США. КНДР также заявляет, что полностью поддерживает право на самоопределение палестинских арабов.
15 июля 2014 года, во время операции «Нерушимая скала», Министерство иностранных дел КНДР заявило: «Мы горько осуждаем жестокие убийства Израилем многих беззащитных палестинцев в результате неразборчивых военных нападений на мирные жилые районы Палестины, поскольку они являются непростительными преступлениями против человечества».
КНДР обвинила Израиль в начале войны в Газе в 2023 году. Согласно государственной газете «Родон Синмун», «столкновение стало результатом постоянных преступных действий Израиля против палестинского народа» и «основным выходом из ситуации является создание независимого палестинского государства». Позже южнокорейская разведка сообщила, что Ким Чен Ын распорядился оказывать «широкую поддержку» палестинскому народу.